# Син
Син — чоловіче потомство; хлопчик, чоловік стосовно до батьків. Жіночий відповідник — дочка.

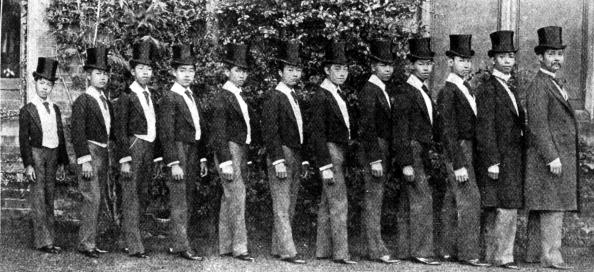
Король Сіаму (праворуч) і деякі з його 33-х синів. Ітонський коледж, 1897

Бог звертається до Авраама і наказує принести в жертву його сина:

| «Бог сказав: Візьми свого сина, свого одинака, що його полюбив ти, Ісаака, та й піди до землі Моріа, і принеси там його в цілопалення на одній з гір, про яку Я скажу тобі» (Буття, 22:2). |

## Етимологія
- Українське «син» (д.-рус. сынъ) походить від прасл. *synъ, яке, в свою чергу, є похідним від пра-і.є. *suHnús. Первісне значення праіндоєвропейського слова відновлюють як «народжений» (пор. дав.-інд. sū́tē (sāuti), sūyatē (sūyati), savati — «народжує», «приводить на світ», sū́tiṣ — «народження», sū́tuṣ — «вагітність», авест. hunāmi — «народжую», ірл. suth — «народження», «плід»)[1]. Зі слов'янським «син» («сын», «syn») споріднені лит. sūnùs, дав.-прусськ. souns, готськ. sunus, дав.-в.-нім. sunu, нім. Sohn, англ. son, дав.-гр. υἱύς, тохар. А se, тохар. В soyä, дав.-інд. sūnúṣ.

У давньоруській мові слово сынъ відмінювалося за типом іменників з основою на -ŭ (сынове, сынови, сыновѣхъ), надалі змінило тип відмінювання за зразком іменника братъ.

## Соціальні питання

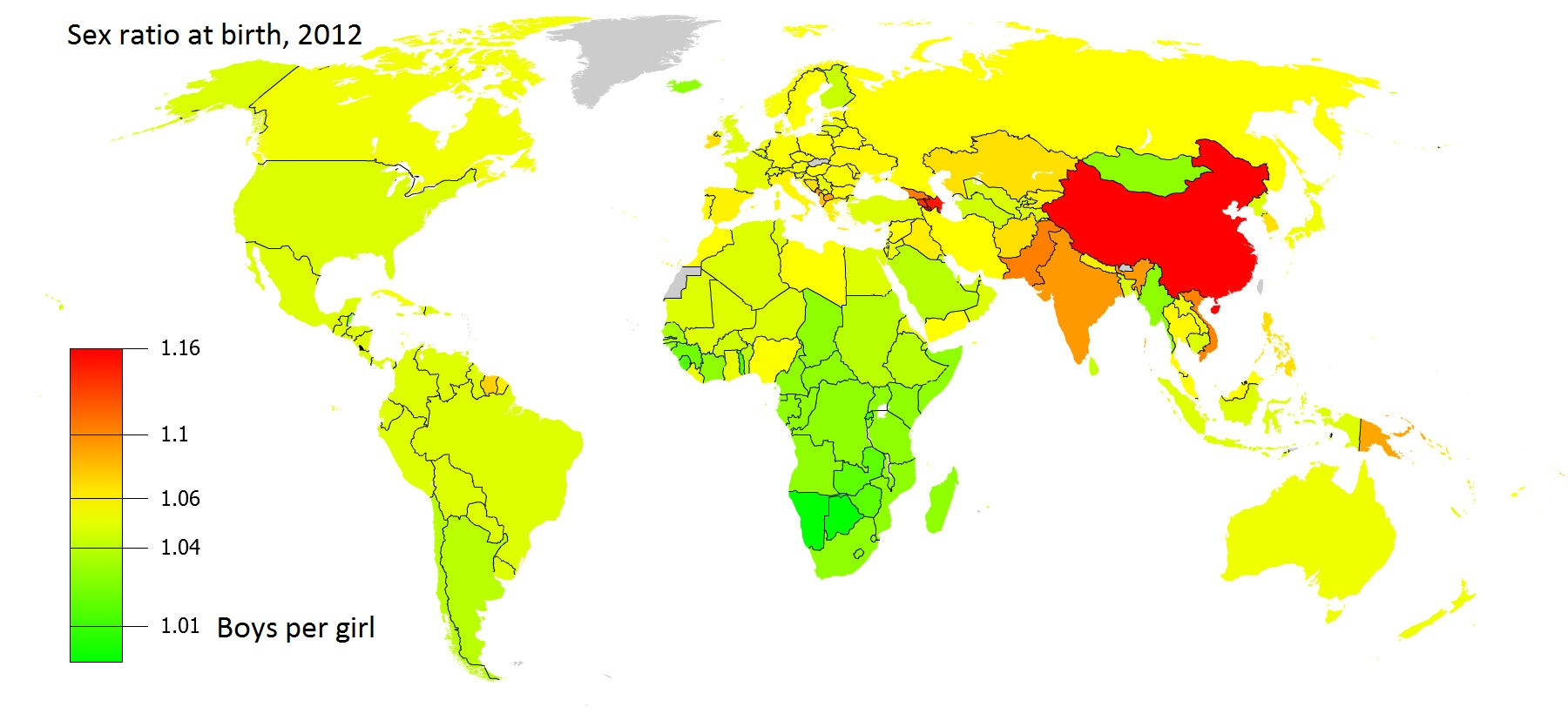
Число хлопчиків на 1 дівчинку при народженні, 2012, наслідок селективних абортів

У багатьох доіндустріальних суспільствах і в деяких сучасних країнах з аграрною економікою сини, а не дочки, мали і досі мають велике значення, тому що чоловіки мають там вищий соціальний статус, чоловіки були фізично сильнішими і могли виконувати завдання сільського господарства ефективніше.
У Китаї, з метою усунення швидкого зростання населення, діє «Політика однієї дитини». Офіційні звіти народження показали зростання народжуваності чоловіків. Це було обумовлено низкою факторів, у тому числі незаконною практикою селективних абортів (абортування плодів жіночої статі) і поширеною практикою приховування звітності щодо народжуваності дівчат.
У ряді країн прийнята практика прімогенітури — сини успадковують перед дочками.

## Пісні
- У виконанні Алли Кудлай «Для матері син — найрідніша людина».